# David Folley
David Folley (ur. 15 lipca 1960) – brytyjski malarz pochodzący z Plymouth. Jego styl malarstwa został zainspirowany przez Paula Cézanne'a, Stanhope Forbesa, Pabla Picassa, Francisa Bacona oraz Rogera Somville'a.
Malarz dodatkowo interesuję się "Teorią polityczną oraz interakcją pomiędzy jednostką a społeczeństwem".

## Wykształcenie
W 2005 otrzymał tytuł licencjata na Uniwersytecie w Exeter z teologii, filozofii oraz sztuk pięknych. Otrzymał tytuł magistra na Middlesex University z teorii estetycznej.

## Wystawy
- 1994 The Royal Society of Portrait Painters, Londyn
- 1995 Hannover Gallery, Liverpool
- 1995 The Pastel Society, Londyn
- 1995 The Loggia Gallery, Londyn
- 1995 Plymouth Arts Centre
- 1995 S.T.E.R.T.S. Open
- 1996 Viewpoint Gallery, Plymouth Art College
- 2005 Dublin International Art Fair
- 2007 Edinburgh International Art Fair
- 2008 Barbican Theatre, Plymouth
- 2008 Joy of Paint, at Les Jardins de Bagatelle, Plymouth
- 2008/9 The Wharf, Tavistock, Devon

## Komisje artystyczne
- 2004 Endomol w Wielkiej Brytanii, Londyn
- 1996 Trinity College, Cambridge
- 1998 Trinity College, Cambridge

## Miejsca wystaw
- 1996 St. Andrews Wickford, Essex
- 1996 Rada Miasta Gdynia
- 1996 Rada Miasta Plymouth
- 1995 College of St. Mark and St. John, Plymouth